# Lista över olympiska medaljörer i bordtennis
Det här är en komplett lista över alla medaljörer i bordtennis vid olympiska spelen från 1988 till 2024.

## Medaljörer

### Damer

#### Singel
| Spel                | Guld              | Silver                     | Brons                                       |
| Seoul 1988          | Chen Jing Kina    | Li Huifen Kina             | Jiao Zhimin Kina                            |
| Barcelona 1992      | Deng Yaping Kina  | Qiao Hong Kina             | Li Bun-Hui Nordkorea Hyun Jung-Hwa Sydkorea |
| Atlanta 1996        | Deng Yaping Kina  | Chen Jing Kinesiska Taipei | Qiao Hong Kina                              |
| Sydney 2000         | Wang Nan Kina     | Li Ju Kina                 | Chen Jing Kinesiska Taipei                  |
| Aten 2004           | Zhang Yining Kina | Kim Hyang-Mi Nordkorea     | Kim Kyung-Ah Sydkorea                       |
| Peking 2008         | Zhang Yining Kina | Wang Nan Kina              | Guo Yue Kina                                |
| London 2012         | Li Xiaoxia Kina   | Ding Ning Kina             | Feng Tianwei Singapore                      |
| Rio de Janeiro 2016 | Ding Ning Kina    | Li Xiaoxia Kina            | Kim Song-i Nordkorea                        |
| Tokyo 2020          | Chen Meng Kina    | Sun Yingsha Kina           | Mima Ito Japan                              |
| Paris 2024          | Chen Meng Kina    | Sun Yingsha Kina           | Hina Hayata Japan                           |

#### Dubbel
| Spel           | Guld                                  | Silver                            | Brons                                                               |
| Seoul 1988     | Hyun Jung-Hwa och Yang Young-Ja (KOR) | Chen Jing och Jiao Zhimin (CHN)   | Jasna Fazlić och Gordana Perkučin (YUG)                             |
| Barcelona 1992 | Deng Yaping och Qiao Hong (CHN)       | Chen Zihe och Gao Jun (CHN)       | Li Bun-Hui och Yu Sun-Bok (PRK) Hyun Jung-Hwa och Hong Cha-Ok (KOR) |
| Atlanta 1996   | Deng Yaping och Qiao Hong (CHN)       | Liu Wei och Qiao Yunping (CHN)    | Park Hae-Jung och Ryu Ji-Hae (KOR)                                  |
| Sydney 2000    | Li Ju och Wang Nan (CHN)              | Sun Jin och Yang Ying (CHN)       | Kim Moo-Kyo och Ryu Ji-Hae (KOR)                                    |
| Aten 2004      | Wang Nan och Zhang Yining (CHN)       | Lee Eun-Sil och Seok Eun-Mi (KOR) | Guo Yue och Niu Jianfeng (CHN)                                      |

#### Lag
| Spel                | Guld                                  | Silver                                          | Brons                                                |
| Peking 2008         | Kina Guo Yue Wang Nan Zhang Yining    | Singapore Feng Tianwei Li Jiawei Wang Yuegu     | Sydkorea Dang Ye-Seo Kim Kyung-Ah Park Mi-Young      |
| London 2012         | Kina Ding Ning Li Xiaoxia Guo Yue     | Japan Ai Fukuhara Sayaka Hirano Kasumi Ishikawa | Singapore Li Jiawei Feng Tianwei Wang Yuegu          |
| Rio de Janeiro 2016 | Kina Liu Shiwen Ding Ning Li Xiaoxia  | Tyskland Han Ying Petrissa Solja Shan Xiaona    | Japan Ai Fukuhara Kasumi Ishikawa Mima Ito           |
| Tokyo 2020          | Kina Chen Meng Sun Yingsha Wang Manyu | Japan Mima Ito Kasumi Ishikawa Miu Hirano       | Hongkong Doo Hoi Kem Lee Ho Ching Minnie Soo Wai Yam |
| Paris 2024          | Kina Chen Meng Sun Yingsha Wang Manyu | Japan Hina Hayata Miwa Harimoto Miu Hirano      | Sydkorea Shin Yu-bin Jeon Ji-hee Lee Eun-hye         |

### Herrar

#### Singel
| Spel                | Guld                    | Silver                         | Brons                               |
| Seoul 1988          | Yoo Nam-kyu Sydkorea    | Kim Ki-taik Sydkorea           | Erik Lindh Sverige                  |
| Barcelona 1992      | Jan-Ove Waldner Sverige | Jean-Philippe Gatien Frankrike | Kim Taek-soo Sydkorea Ma Wenge Kina |
| Atlanta 1996        | Liu Guoliang Kina       | Wang Tao Kina                  | Jörg Rosskopf Tyskland              |
| Sydney 2000         | Kong Linghui Kina       | Jan-Ove Waldner Sverige        | Liu Guoliang Kina                   |
| Aten 2004           | Ryu Seung-min Sydkorea  | Wang Hao Kina                  | Wang Liqin Kina                     |
| Peking 2008         | Ma Lin Kina             | Wang Hao Kina                  | Wang Liqin Kina                     |
| London 2012         | Zhang Jike Kina         | Wang Hao Kina                  | Dimitrij Ovtcharov Tyskland         |
| Rio de Janeiro 2016 | Ma Long Kina            | Zhang Jike Kina                | Jun Mizutani Japan                  |
| Tokyo 2020          | Ma Long Kina            | Fan Zhendong Kina              | Dimitrij Ovtcharov Tyskland         |
| Paris 2024          | Fan Zhendong Kina       | Truls Möregårdh Sverige        | Félix Lebrun Frankrike              |

#### Dubbel
| Spel           | Guld                                 | Silver                                   | Brons                                                                     |
| Seoul 1988     | Chen Longcan och Wei Qingguang (CHN) | Ilija Lupulesku och Zoran Primorac (YUG) | Ahn Jae-hyung och Yoo Nam-kyu (KOR)                                       |
| Barcelona 1992 | Lü Lin och Wang Tao (CHN)            | Steffen Fetzner och Jörg Rosskopf (GER)  | Kang Hee-chan och Lee Chul-seung (KOR) Kim Taek-soo och Yoo Nam-kyu (KOR) |
| Atlanta 1996   | Liu Guoliang och Kong Linghui (CHN)  | Lü Lin och Wang Tao (CHN)                | Lee Chul-seung och Yoo Nam-kyu (KOR)                                      |
| Sydney 2000    | Wang Liqin och Yan Sen (CHN)         | Liu Guoliang och Kong Linghui (CHN)      | Jean-Philippe Gatien och Patrick Chila (FRA)                              |
| Aten 2004      | Chen Qi och Ma Lin (CHN)             | Ko Lai Chak och Li Ching (HKG)           | Michael Maze och Finn Tugwell (DEN)                                       |

#### Lag
| Spel                | Guld                                  | Silver                                                   | Brons                                                |
| Peking 2008         | Kina Wang Hao Ma Lin Wang Liqin       | Tyskland Dimitrij Ovtcharov Timo Boll Christian Süss     | Sydkorea Oh Sang-eun Ryu Seung-min Yoon Jae-Young    |
| London 2012         | Kina Wang Hao Zhang Jike Ma Long      | Sydkorea Oh Sang-eun Joo Se-hyuk Ryu Seung-min           | Tyskland Timo Boll Dimitrij Ovtcharov Bastian Steger |
| Rio de Janeiro 2016 | Kina Ma Long Xu Xin Zhang Jike        | Japan Koki Niwa Jun Mizutani Maharu Yoshimura            | Tyskland Bastian Steger Dimitrij Ovtcharov Timo Boll |
| Tokyo 2020          | Kina Fan Zhendong Ma Long Xu Xin      | Tyskland Timo Boll Patrick Franziska Dimitrij Ovtcharov  | Japan Jun Mizutani Koki Niwa Tomokazu Harimoto       |
| Paris 2024          | Kina Fan Zhendong Ma Long Wang Chuqin | Sverige Kristian Karlsson Anton Källberg Truls Möregårdh | Frankrike Félix Lebrun Alexis Lebrun Simon Gauzy     |

### Mixeddubbel
| Spel       | Guld                         | Silver                             | Brons                                     |
| Tokyo 2020 | Japan Jun Mizutani Mima Ito  | Kina Xu Xin Liu Shiwen             | Kinesiska Taipei Lin Yun-ju Cheng I-ching |
| Paris 2024 | Kina Wang Chuqin Sun Yingsha | Nordkorea Ri Jong-sik Kim Kum-yong | Sydkorea Lim Jong-hoon Shin Yu-bin        |